# Marie-Anne Walewska
Ne doit pas être confondu avec Marie Walewska.
Marie-Anne Walewska, née Marianne di Ricci le 18 juillet 1823 à Florence et morte le 18 novembre 1912 à Paris, fut la Première dame d’honneur de l'impératrice Eugénie de Montijo de 1867 à 1870, et la dernière à exercer cette fonction en France. Elle est également l'épouse du comte Alexandre Walewski, fils de Napoléon Ier.

## Biographie
Fille du comte Zanobi di Ricci et d'Isabelle Poniatowski-Luci (fille illégitime de Stanislas Poniatowski, neveu du dernier roi de Pologne), elle épousa en 1846 Alexandre Colonna Walewski, fils naturel de Marie Walewska et de Napoléon Ier et homme politique influent du Second Empire.
De ce mariage sont issus :
- Isabelle (12 mai 1847 - 2 juillet 1847) ;
- Charles-Zanobi-Rodolphe (4 juin 1848 -2 octobre 1916)
- Catherine-Elisabeth-Elise (15 décembre 1849- 14 mars 1927)
- Eugénie-Louise-Irène (30 mars 1856 - 22 novembre 1884)

Elle est décrite comme une beauté élégante et intelligente, et comme une personnalité importante de la haute société parisienne du Second Empire. En juillet 1857, elle remplaça Virginia Oldoini, comtesse de Castiglione comme maîtresse de l'empereur. Leur relation, bien connue, attira l'attention des diplomates, elle y fit elle-même allusion, possiblement pour donner l'impression qu'elle avait une influence sur les affaires de l’État. 
Elle était également membre du cercle privé de l'impératrice, qui refusa que cette liaison affecte leur relation. Cette liaison n'était pas exclusive, l'empereur continuant à séduire les dames de la cour, mais elle resta sa seule maîtresse d'importance jusqu'à leur séparation en 1861.
En 1867, elle succéda à Pauline de Bassano à la fonction de Première dame d'honneur de l'impératrice, et fut la dernière tenante de la charge, l'office étant aboli en 1870 avec la fin de l'Empire.

## Sources
- Seward, Desmond: Eugénie. An empress and her empire.  (ISBN 0-7509-2979-0) (2004)[source insuffisante]